# Rolls-Royce Phantom VI
Rolls-Royce Phantom VI — модель класу лімузин британської компанії Rolls-Royce Limited 1968–1991 років. Продовжував модельний ряд Rolls-Royce Phantom V, але мотор отримав з моделі Silver Shadow.

## Конструкція
На кінець 1960-х років вже не відповідав статусу лімузина преміум-класу Rolls-Royce Phantom V, що випускався з 1959 року. Йому на заміну 1968 прийшла модель Phantom VI із зміненою формою передньої частини, новим мотором і триступінчастою автоматичною коробкою передач (до 1979 4-ступінчаста). Підвіска спереду і ззаду містила пружинні амортизатори і барабанні гальма на усіх колесах. Остання модель Rolls-Royce з рамою шасі.

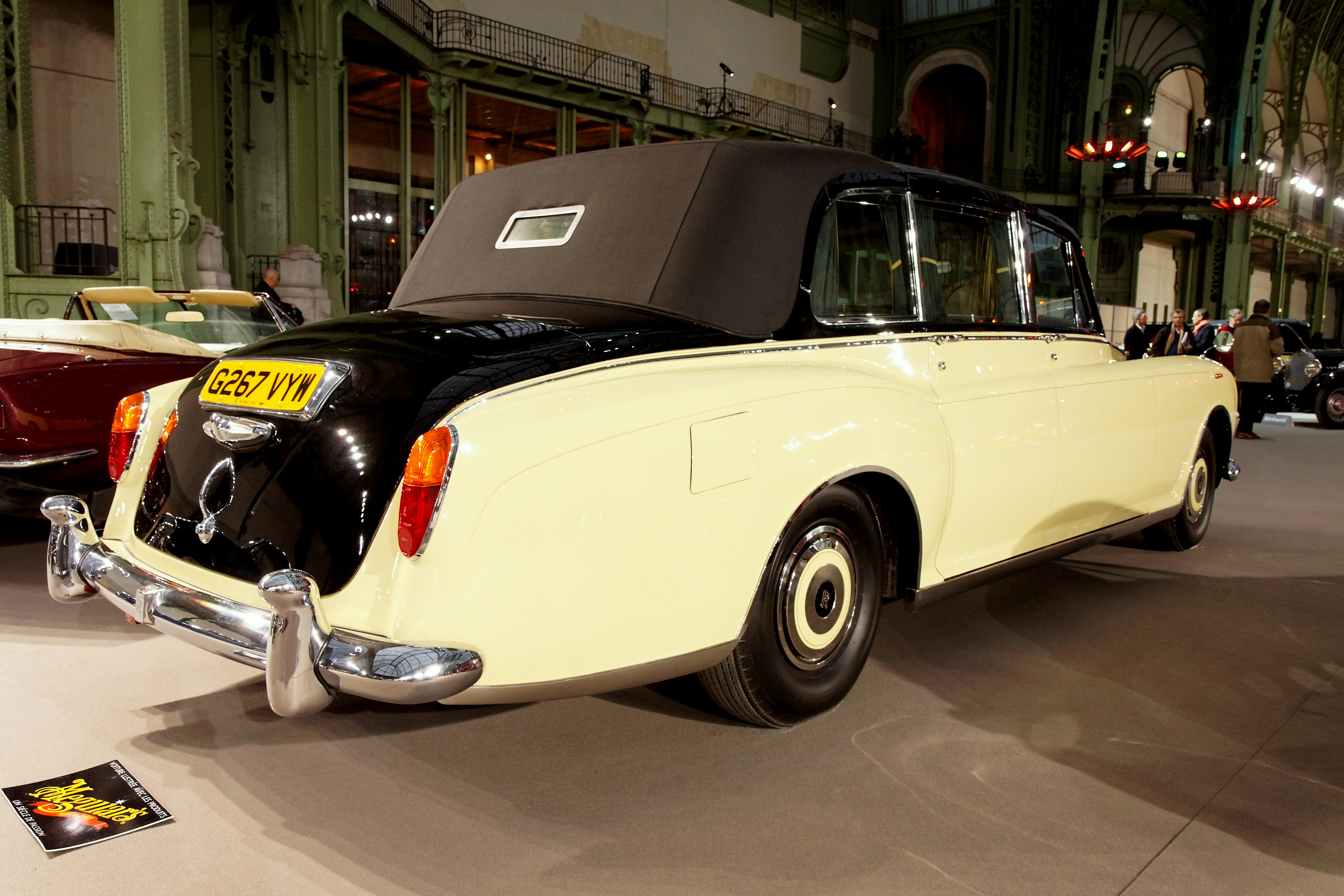
Rolls-Royce Phantom VI з кузовом ландо. 1992

Кузови пульман-лімузин, ландо для моделі Phantom VI переважно виготовляла спеціалізована фабрика Mulliner Park Ward. Phantom VI отримав з моделі Silver Spirit мотор V8 з кутом розвалу блоків циліндрів об'ємом 6750 см³ (104,14 мм × 91,44 мм), двома карбюраторами. Об'єм збільшено 1982 до 6750 см³.
Загалом виготовили 374 машини моделі Phantom VI. З припиненням їхнього виробництва 1991 у Лондоні закрилась кузовобудівна фабрика Mulliner Park Ward, яка ще встигла виробити значну кількість елементів кузова. Завдяки цьому модель Phantom VI є найбільш забезпеченою запчастинами серед інших моделей серій Phantom.

### Користувачі

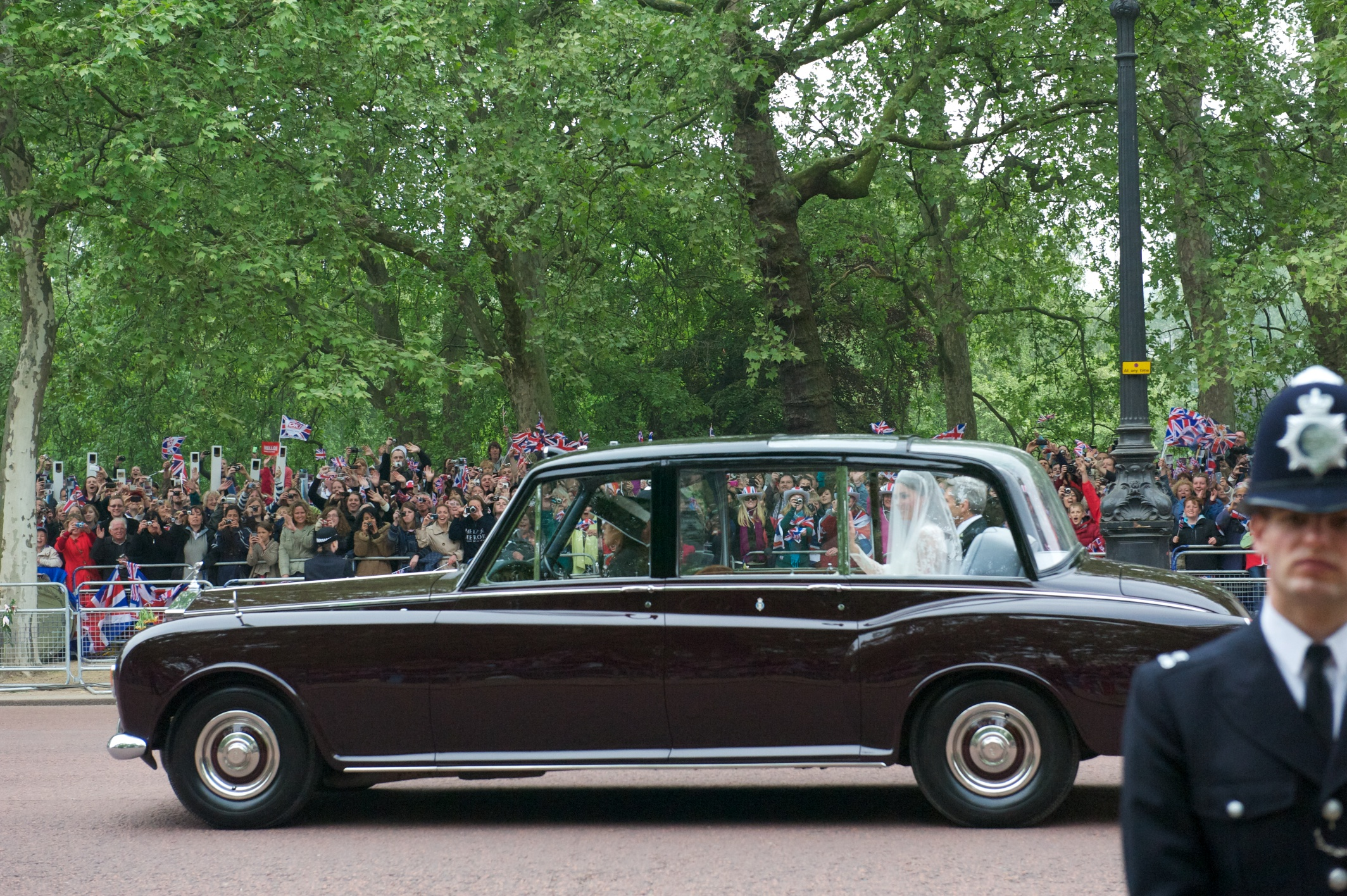
Ювілейний Phantom VI королеви. 2011

У 1995–1997 роках виготовили три ідентичні авто Rolls-Royce Phantom V Limousine для султана Брунею Хассанал Болкіах з назвою «Cloudesque» з мотором з Silver Spur III без турбонаддуву, каталітичного нейтралізатора.
Гаражу королівської родини Британії належить два Rolls-Royce Phantom VI. Один з них був подарований до 25-річчя коронації Єлизавети II (1977), другий був стандартним авто 1986 року. Ювілейний Phantom VI з високим дахом і великими вікнами використовували у всіх офіційних заходах до закупівлі до 50-річного ювілею 2002 двох Державних лімузин Bentley. Державні автомашини Phantom VI не мали передбачених місць для кріплення королівських штандартів. Коли Єлизавета II їх особисто використовує, на радіаторі встановлюють масивну срібну фігурку Св. Георга-Змієборця на місці Духу екстазу.

### Моделі-наступники
Ще у 1970-х роках робились спроби розробки моделі-наступника Phantom VII на базі шасі моделі Silver Shadow, але вони не були реалізовані у прототипах. Компанія Rolls-Royce потрапила у череду реорганізацій, а попит на традиційний і дещо архаїчний вигляд моделей Phantom пішов на спад. Лише 1998 у компанії BMW, яка стала власником Rolls-Royce, виробили нову концепцію продовження виробництва серії моделей Phantom, що не мала нічого спільного з ранішими моделями. У 2003 вийшла модель Rolls-Royce Phantom, яку інколи помилково називають Phantom VII.